# Jiří Kynos
Jiří Kynos (* 24. března 1943 Třebechovice pod Orebem) je bývalý československý atlet, sprinter a sportovní funkcionář. 
V letech 1992 až 2016 byl ekonomickým ředitelem Českého olympijského výboru, kde působí dodnes na pozici odborného poradce.
V roce 1969 na mistrovství Evropy v Athénách získal bronzovou medaili ve štafetě na 4 × 100 metrů. O dva roky později byl na evropském šampionátu v Helsinkách členem štafety (4 × 100 m), která vybojovala zlaté medaile. Kvarteto ve složení Ladislav Kříž, Juraj Demeč, Jiří Kynos a Luděk Bohman zde zaběhlo trať v čase 39,3 sekund. Druzí skončili Poláci, třetí Italové.
V roce 1972 reprezentoval na letních olympijských hrách v Mnichově, kde v běhu na 200 metrů skončil v semifinále na prvním nepostupovém místě. Těsně pod stupni vítězů zde skončila československá štafeta ve složení Jaroslav Matoušek, Juraj Demeč, Jiří Kynos a Luděk Bohman, když cílem proběhla jako čtvrtá v čase 38,82 (dosud platný národní rekord). Bronz získalo kvarteto ze Západního Německa, které bylo o tři setiny rychlejší.
V letech 1963–1974 byl členem sportovního oddílu Dukla Praha, kde jej v počátcích kariéry trénoval dr. Milan Tošnar. V současné době pracuje jako ekonomický ředitel Českého olympijského výboru,  byl mj. ekonomem české olympijské výpravy na Letních olympijských hrách 2008 v Pekingu.

## Osobní rekordy
- 200 metrů – 20,68 sekundy